# Présentateurs et présentatrices sur TF1
 (janvier 2012).
Si vous disposez d'ouvrages ou d'articles de référence ou si vous connaissez des sites web de qualité traitant du thème abordé ici, merci de compléter l'article en donnant les références utiles à sa vérifiabilité et en les liant à la section « Notes et références ».
 (mai 2025).
Cet article présente la liste des présentateurs et présentatrices de TF1, une chaîne de télévision française.

## Animateursactuels[évasif]

### Journalistes et météorologue
| Présentateurs et présentatrices | Émissions d'information | Années d'activités sur TF1 |
| ------------------------------- | --- | -------------------------- |
| Gilles Bouleau                  | Opérations spéciales Journal de 20 h de la semaine                                                                              | 2011-                      |
| Jean-Baptiste Boursier          | Joker du Journal de 20 h de la semaine                                                                                          | 2024-                      |
| Anne-Claire Coudray             | Opérations spéciales Journal de 13 h et de 20 h du week-end (du vendredi soir au dimanche) Reportages Grands Reportages         | 2012-                      |
| Évelyne Dhéliat                 | Bulletins météo | 1975-                      |
| Louis Bodin                     | Bulletins météo | 2010-                      |
| Tatiana Silva                   | Bulletins météo | 2017-                      |
| Ange Noiret                     | Bulletins météo | 2022-                      |
| Daniela Prepeliuc               | Bulletins météo | 2024-                      |
| Marie-Sophie Lacarrau           | Journal de 13 h de la semaine (du lundi au vendredi)                                                                            | 2021-                      |
| Audrey Crespo-Mara              | Joker du Journal de 13 h et de 20 h du week-end (du vendredi soir au dimanche) et des émissions Reportages et Grands Reportages | 1999-                      |
| Bruce Toussaint                 | Bonjour ! La Matinale TF1 | 2024-                      |
| Maud Descamps                   | Bonjour ! La Matinale TF1 (remplacement)                                                                                        | 2024-                      |

### Animateurs
| Présentateurs et présentatrices | Émission(s) | Années d'activités sur TF1 |
| ------------------------------- | --- | -------------------------- |
| Arthur                          | Vendredi tout est permis Le grand concours Qui veut gagner des millions ?                                                       | (1992-1993, 1996-…)        |
| Nikos Aliagas                   | Star Academy The Voice, la plus belle voixThe Voice Kids NRJ Music Awards                                                       | (2001-)                    |
| Christophe Beaugrand            | Tirage du Loto et de l'Euro Millions Ninja Warrior, le parcours des héros Secret Story Bonjour ! La Matinale TF1 (remplacement) | (2009-…)                   |
| Denis Brogniart                 | Koh-Lanta Ninja Warrior, le parcours des héros                                                                                  | (1999-…)                   |
| Nicolas Canteloup               | C'est Canteloup | (2011-…)                   |
| Camille Combal                  | Danse avec les stars Mask Singer Une famille en or                                                                              | (2018-…)                   |
| Karima Charni                   | Star Academy, retour au château                                                                                                 | (2022-…)                   |
| Valérie Damidot                 | Les plus belles vacances | (2017-…)                   |
| Alexandre Devoise               | Téléshopping Tirage du Loto et de l'Euro Millions                                                                               | (2014-…)                   |
| Elsa Fayer                      | Tirage du Loto et de l'Euro Millions                                                                                            | (2002-2003, 2010-…)        |
| Jean-Pierre Foucault            | Élection de Miss France (1995- ) Tirage du Loto et de l'Euro Millions                                                           | (1987-…)                   |
| Jean-Pierre Gagick              | Automoto | (2018-…)                   |
| Anaïs Grangerac                 | Ninja Warrior, le parcours des héros Tirage du Loto et de l'Euro Millions                                                       | (2018-…)                   |
| Isabelle Ithurburu              | 50 minutes inside Joker du Journal de 13 h de la semaine                                                                        | (2023-…)                   |
| Hélène Mannarino                | C'est Canteloup Le Grand Quiz                                                                                                   | (2022-…)                   |
| Grégoire Margotton              | Commentateur des matchs de football Téléfoot                                                                                    | (2016-…)                   |
| Laurent Mariotte                | Petits plats en équilibre | (1998-…)                   |
| Iris Mittenaere                 | Tirage du Loto et de l'Euro Millions                                                                                            | (2018-…)                   |
| Marie-Ange Nardi                | Téléshopping | (2008-…)                   |
| Jean-Luc Reichmann              | Les Douze Coups de midi | (2001-…)                   |
| Harry Roselmack                 | Sept à huit | (2006-…)                   |
| Laurent Ruquier                 | Mask Singer, l'enquête continue                                                                                                 | (2024-…)                   |
| Inès Vandamme                   | Tirage du Loto et de l'Euro Millions                                                                                            | (2021-…)                   |

### Chroniqueurs et consultants
Téléfoot
- Frédéric Calenge
- Bixente Lizarazu
- Marine Marck
- Thomas Mekhiche
- Saber Desfarges

### Commentateurs rugby
- Depuis 2023 : Stefan Etcheverry
- Depuis 2023 : Thomas Lombard

## Anciens animateurs

### Anciens présentateurs ayant officié sur la chaîne
- Olivia Adriaco (2000-2008)
- Fanny Agostini (2021-2024)
- Paul Amar (1996-1997)
- Anne (1990-1994)
- Jérôme Anthony (1996)
- Juan Arbelaez (2019-2021)
- Thierry Ardisson (1985-1986)
- Pierre Arditi (1997)
- Julien Arnaud (2006-2024)
- Marie-Laure Augry (1988-1991)
- Hubert Auriol (2001)
- Laurent Baffie (2004)
- Alexandre Baloud (1992-1994)
- Stéphane Basset (1999-2002)
- Pascal Bataille (1997-2006)
- Thierry Beccaro (1995)
- Valérie Bègue (2012)
- Marcel Béliveau (1987-1995, 1998-1999)
- Pierre Bellemare (1979-1983/1987-1994)
- Valérie Bénaïm (1997-2004)
- Stéphane Bern (1997-2003)
- Jean Bertolino
- Jean-Marie Bigard (1999)
- Billy (1996-2001/2002)
- Maïtena Biraben (1997)
- Adeline Blondieau (1994)
- Laurence Boccolini  (2001-2020 / 2024)
- Grichka Bogdanoff et Igor Bogdanoff (1979-1987/1989-1990)
- Booder (2023-2024)
- Stéphane Bouillaud (2002-2004)
- Philippe Bouvard (1991-1997)
- Christine Bravo (2008-2009)
- Isabelle Brès (2003-2009)
- Alexandra Bronkers (1996-1998)
- Pascal Brunner (1998-1999)
- Jean-Louis Burgat (1981-1984)
- Laurent Cabrol (1992-2008)
- Philippe Candeloro (2006)
- Michel Cardoze (1987-1991)
- Ariane Carletti (1987-1997)
- Patrice Carmouze (1987-1994/2004-2010)
- Maritie et Gilbert Carpentier (1975-1982)
- Géraldine Carré (2001-2003)
- Gérard Carreyrou
- Marie-Pierre Casey (1995)
- Benjamin Castaldi (2006-2014)
- Clémence Castel (2023)
- Céline Catalaa (2009)
- Sébastien Cauet (2003-2010)
- Antoine de Caunes (1987-1988)
- Vincent Cerutti (2010-2018)
- Benoit Chaigneau (2015)
- Charly et Lulu (1992-1994)
- Karen Cheryl (1984-1986)
- Michel Chevalet (1987-1999)
- Olivier Chiabodo (1992-1997)
- Laurie Cholewa (2015)
- C. Jérôme (1996)
- Virginie de Clausade (2007-2012)
- Thierry Clopeau (1998)
- Véronique Cloutier (2001)
- Stéphane Collaro (1982-1987/1988-1990)
- Michel Constantin (1985)
- François Corbier (1987-1997)
- Sandrine Corman (2015)
- Soizic Corne (1976-1987)
- Maryse Corson (1987-1994)
- Sophie Coste (2001-2004)
- Julien Courbet (1993-2008)
- Emma Cubaynes (2015)
- Gérald Dahan (1995)
- Dave (1996-1997, 2001-2005)
- Alexandre Debanne (1987/1990-1998)
- Christophe Dechavanne (1987-1996 / 1999-2021)
- Juliette Delacroix (2019)
- Alexandre Delpérier (1995-2000)
- Sébastien Demorand (2013)
- Estelle Denis (2004/2012-2015)
- Dorothée (1975-1976/1987-1997)
- Issa Doumbia (2019)
- Michel Drucker (1975-1981/1990-1994)
- Julien Duboué (2019-2021)
- Arnaud Ducret (2022-2023)
- Isabelle Duhamel (1984-1986)
- Guillaume Durand (1992-1997)
- Fabienne Égal (1985-1993)
- Ruth Elkrief (1999-2000)
- Églantine Éméyé (2007-2008)
- Danièle Évenou (1983)
- Denise Fabre (1976-1999)
- Fabrice (1995-2000)
- Catherine Falgayrac (1994-2006)
- François Fandeux (1987-1995)
- Fanfan (1991)
- Sophie Favier (1988-2011)
- Julien Fébreau (2000-2007)
- Laurence Ferrari (2000-2006/2008-2012)
- Karine Ferri (2012-2025)
- Michel Field (1988-1992/1997-1999/2008-2015)
- Flavie Flament (2000-2009/2022)
- Sébastien Folin (2003-2008)[N 1]
- Liane Foly (2008-2012)
- Laurent Fontaine (1997-2006)
- Justine Fraioli (2008-2009)
- Grégory Frank (1987-1994)
- Mareva Galanter (2000-2003)
- Éric Galliano (1985-1989/1995-1997)
- Simone Garnier
- Emmanuelle Gaume (1997-2000)
- Céline Géraud (2005-2008)
- Laurent Gerra (2010-2012)
- Roger Gicquel (1983-1986)
- Arnaud Gidoin (1997)
- Pascal Gigot (1997)
- Thierry Gilardi (2005-2008)
- Danièle Gilbert (1975-1982,1995)
- Érik Gilbert
- Génie Godula (1999)
- Bruno Guillon (2008-2009)
- Armelle Gysen (2001)
- Rebecca Hampton (2002-2004)
- Vincent Hardy (1990-2004)
- Virginie Hocq (2021)
- Nicolas Hulot (1980-1983/1987-2012)
- Nathalie Iannetta (2019-2021)
- Jacky (1986-1997)
- Marianne James (2009)
- Jarry (2017-2022)
- Éric Jean-Jean (1996,1999)
- Christian Jeanpierre (1988-2020)
- Marion Jollès (2005-2021)
- Frédéric Joly (1994-1996/1998-2002)
- Adriana Karembeu (2005)
- Anthony Kavanagh (2001-2006)
- Alexandra Kazan (1999-2001)
- Tina Kieffer (1993-1996)
- Michel Klein (1987-1997)
- Michel La Rosa (1998-2013)
- Pascale de La Tour du Pin (2017-2020)
- Jean-Pascal Lacoste (2003-2006)
- Lynda Lacoste (1997, 2000)
- Guillaume Lacroix (2006-2007)
- Sophie Lafortune (1993-1994)
- Vincent Lagaf' (1994-2015)
- Jacques Legros  (1997-2025)
- Jean-Luc Lahaye (1987-1988)
- Serge Lama (1994)
- Jonathan Lambert (1996-1997)
- Catherine Langeais (1975-1989)
- Jean Lanzi (1982-1988)
- Franck de Lapersonne (1983-1986)
- Anne-Sophie Lapix (2006-2008)
- Michèle Laroque (2009)
- Jean-Michel Larqué (1984-2010)
- Jean-Marc Laurent (1987-1990)
- Victor Lazlo (1987)
- Amanda Lear (1992-1994)
- Agathe Lecaron (2008)
- Henri Leconte (2010)
- Yves Lecoq (1991,1995,1997)
- Estelle Lefébure (1993, 1997, 2003-2004)
- Gaël Leforestier (2001)
- Rachel Legrain-Trapani (2018)
- Arnaud Lemaire (2010-2014)
- Adrien Lemaître (2010-2015)
- William Leymergie (1974-1976)
- Frédéric Lopez (1995-1996)
- Marine Lorphelin (2014-2015)
- Sandra Lou (2012)
- Véronika Loubry (1996-1997)
- Daniela Lumbroso (1997-2001)
- Magali Lunel (2008-2012)
- Jean-Philippe Lustyk (1992-2000)
- Guy Lux (1975-1976/1986-1991)
- Alain Maneval (1982-1984)
- André Manoukian (2009-2010)
- Chris Marques (2019-2022)
- Marc-Emmanuel (2009-2015)
- Jacques Martin  (1975-1976)
- Émilie Mazoyer
- Delphine McCarty (1995-1996)
- Marc Menant
- Patrick Meney  (1992-1997)
- Cécile de Ménibus (2008)
- Max Meynier  (1982/1987-1988)
- Michou (2024)
- Marc Minari (1994-2004)
- Olivier Minne (1999)
- Frédéric Mitterrand (1981-1988)
- Bernard Montiel (1987-2003)
- Lova Moor (1994)
- Erika Moulet (2010)
- Christophe Moulin (2008-2010)
- Véronique Mounier (2010)
- Jean-Marc Morandini (1993-1997)
- Christian Morin (1981-1982/1987-1993/1996-2000)
- Nagui  (1989-1990/1996-1998)
- Charlotte Namura (2018-2019)
- Mallaury Nataf (1994)
- Catherine Nayl (1993)
- Ness
- Charly Oleg
- Jean Offredo (1987-1994)
- Laurent Ournac  (2015-2016)
- Pierre Palmade (2009)
- Valérie Pascale (1995-1997)
- Gilles Pernet
- Vincent Perrot (1995-2002)
- Jean-Marie Perthuis
- Anne Marie Peysson (1975-1982/1983)
- Claude Pierrard (1978-1987)
- Annie Poirel
- Patrick Poivre d'Arvor (1986-2008)
- Michel Polac (1981-1987)
- Jacques Pradel (1990-1997)
- Daniel Prévost (1985)
- Annie Pujol (1987-1995)
- Isabelle Quenin (1991-1998)
- Sandrine Quétier (2004-2017)
- Yoann Riou (2021)
- Philippe Risoli (1988-2001)
- Michel Robbe (1987)
- Muriel Robin (2013)
- Bruno Roblès (1997-2008)
- Joël Robuchon (1996-1999)
- Thierry Roland (1984-2005)
- Jean Roucas (1982-1994)
- Carole Rousseau (1997-2018 et 2024)
- Didier Roustan
- Patrick Roy (1987-1992)
- Laurent Ruquier (1995)
- Patrick Sabatier (1976-1987/1988-1992)
- Daniel Schick (1995)
- Patrick Sébastien (1984-1987/1988-1996)
- Thomas Sénécal (2000-2009)
- Pascal Sevran (1984-1991)
- Sheila (1996)
- Victoria Silvstedt (2006-2013)
- Nathalie Simon (1991-1994/1995-2000)
- Patrick Simpson-Jones (1987-1991/1992-1997)
- Anne Sinclair (1984-1998)
- Smaïn (1989)
- Pascal Soetens (2006-2013)
- Alain Souchon (1987)
- Alessandra Sublet (2015-2022)
- Sydney (1984-1985)
- Claudia Tagbo (2019)
- Bernard Tapie (1986-1987)
- Julie Taton (2013, 2015)
- Pierre Tchernia (1975-1978/1994-2006)
- Sylvie Tellier (2008-2022)
- Sophie Thalmann (1998-2002)
- Laury Thilleman (2018)
- Evelyne Thomas (1996-1997, 2004, 2005)
- Titoff (2018)
- Delphine de Turckheim (1998-1999, 2005)
- Julia Vignali (2016-2017)
- Nathalie Vincent (2003-2008)
- Gérard Vivès (1997-1999, 2009-2013)
- Laurent Voulzy (1987)
- Ophélie Winter (1997, 2000)
- Roger Zabel (1989-2001)
- Léon Zitrone (1975-1990)
- Guillaume Zublena (2006)

### Journalistes
- Paul Amar  (1996-1997)
- Marie-Laure Augry (1975-1991)
- Dominique Baudis (1976-1980)
- Jean-Pierre Berthet (1975-2006)
- Jean-Claude Bourret (1975-1987)
- Dominique Bromberger (1975-1995)
- Francine Buchi (1983-2008)
- Jean-Louis Burgat
- Gérard Carreyrou
- Claire Chazal (1991-2015)
- Anne de Coudenhove
- Marie-France Cubadda (1986-1987)
- Jean-Loup Demigneux (1975-1995)
- Michel Denisot (1975-1984/1987-1988)
- Alain Denvers (1975-1987)
- Patrice Drevet (1984-1986)
- Benoît Duquesne (1988-1994)
- Guillaume Durand  (1992-1996/1999-2000)
- Laurence Ferrari (2002-2006/2008-2012)
- Roger Gicquel (1975-1981)
- Ladislas de Hoyos (1975-1991)
- Thomas Hugues (1994-2006)
- Françoise Kramer (1983-1984)
- Jean Lanzi
- Anne-Sophie Lapix (2006-2008)
- Jean Lefèvre (1982-1992)
- Bruno Masure (1975-1990)
- Yves Mourousi (1975-1988)
- Jean-Claude Narcy (1975-2011)
- Catherine Nayl (1984-2017)
- Christine Ockrent (1987-1988)
- Jean Offredo (1983-1999)
- Jean-Pierre Pernaut (1987-2020)
- Claude Pierrard (1975-1978)
- Patrick Poivre d'Arvor (1987-2008)
- Joseph Poli (1975-1988)
- Florence Schaal
- Pierre-Luc Séguillon (1983-1987)
- Claude Sérillon (1984-1985)
- Anne Sinclair (1984-1998)

### Météo
- Michel Cardoze (1987-1991)
- François Fandeux (1987-1995)
- Sébastien Folin (2001-2009)[N 1]
- Alain Gillot-Pétré (1987-1999) (1950-† 1999)
- Muriel Hees (1979-1987)
- Denis Vincenti (1983-1985)
- Catherine Laborde (1988-2017)

### Téléfoot
Animateurs, chroniqueurs et consultants 
- Thierry Roland
- Didier Roustan
- Édouard Cissé
- Nathalie Iannetta
- Frank Lebœuf
- Julien Maynard
- Marianne Mako (1987-1997)
- Charlotte Namura (2015-2019)

### Rugby
Commentateurs et consultants
- Christian Jeanpierre et Bernard Laporte (1999)
- Thierry Gilardi, Thierry Lacroix, Christian Jeanpierre, Éric Champ et Aubin Hueber (2007)
- Christian Jeanpierre et Thierry Lacroix (2011)
- Nicolas Delage et Olivier Magne (2011)
- Christian Jeanpierre et Bernard Laporte (2015)
- Nicolas Delage et Thierry Lacroix (2015)
- Laura Di Muzio, Fanny Lechevestrier et Yanna Rivoalen (2022)
- François Trillo (2022-2023)
- Benjamin Kayser (2023)

### Speakerines et speakerins
Les speakerines ont disparu de l'antenne de TF1 en 1992. Les comédiens voix off Jean-Luc Reichmann, Julie Bataille, 
Smicky, Isabelle Benhadj, Solange du Part, Didier Gircourt et Yvan Le Moellic leur succèdent.
- Claire Avril (1983-1992)
- Thierry Beccaro
- Martine Bogé (1976-1977)
- Évelyne Dhéliat (1975-1992) : 7 d’or de la meilleure speakerine en 1985
- Isabelle Duhamel (1985-1986)
- Fabienne Égal (1976-1992)
- Denise Fabre (1975-1992) : 7 d’or de la meilleure speakerine en 1975
- Christine Frésia (1975-1976)
- Catherine Langeais (1975)
- Évelyne Leclercq (1975-1989) : 7 d’or de la meilleure speakerine en 1986
- Nadia Samir (1985-1992)
- Carole Serrat (1986-1992)
- Denis Thuillier (1987)
- Carole Varenne (1980-1992)